# Hebenstretia parviflora
Hebenstretia parviflora är en flenörtsväxtart som beskrevs av Ernst Meyer. Hebenstretia parviflora ingår i släktet gatörter, och familjen flenörtsväxter. Inga underarter finns listade i Catalogue of Life.